# Lukáš Masopust
Lukáš Masopust (Božejov, 12 de febrero de 1993) es un futbolista checo que juega en la demarcación de centrocampista para el F. C. Slovan Liberec de la Liga de Fútbol de la República Checa.

## Selección nacional
Tras jugar con la selección de fútbol sub-20 de República Checa y con la sub-21, finalmente hizo su debut con la selección absoluta el 26 de marzo de 2018 en un encuentro de la China Cup 2018 contra China que finalizó con un resultado de 1-4 tras los goles de Tomáš Kalas, Patrik Schick, Michael Krmenčík y de Pavel Kadeřábek para el combinado checo, y uno de Fan Xiaodong para China.

## Clubes
| Club                          | País            | Año       | Partidos | Goles |
| ----------------------------- | --------------- | --------- | -------- | ----- |
| F. C. Vysočina Jihlava        | República Checa | 2012-2015 | 63       | 7     |
| F. K. Jablonec                | República Checa | 2015-2018 | 118      | 16    |
| Slavia de Praga "B"           | República Checa | 2023-2024 | 4        | 0     |
| Slavia de Praga               | República Checa | 2019-2025 | 200      | 24    |
| F. C. Slovan Liberec (cedido) | República Checa | 2025-     | 8        | 1     |

## Palmarés

### Títulos nacionales
| Título                               | Club            | País            | Año  |
| ------------------------------------ | --------------- | --------------- | ---- |
| Liga de Fútbol de la República Checa | Slavia de Praga | República Checa | 2019 |
| Copa de la República Checa           | Slavia de Praga | República Checa | 2019 |
| Liga de Fútbol de la República Checa | Slavia de Praga | República Checa | 2020 |
| Liga de Fútbol de la República Checa | Slavia de Praga | República Checa | 2021 |
| Copa de la República Checa           | Slavia de Praga | República Checa | 2021 |
| Copa de la República Checa           | Slavia de Praga | República Checa | 2023 |